# Jugo
Jugo či široko (italsky sirocco[zdroj?], scirocco, či zřídka siroc, chorvatsky jugo, slovinsky široko) je silný jižní až jihovýchodní vítr vanoucí ve Středomoří a severní Africe. Vzniká nad Saharou a okolními severoafrickými oblastmi. V Libyi je znám jako qiblí (arabsky قبلي‎, „přicházející z qibly“). V oblasti jižní Francie, kde se mu říká marin, s sebou nese více vlhkosti.
Tento vítr, dosahující rychlosti až 100 kilometrů v hodině (tedy síly hurikánu), je nejčastější během jara (březen) a podzimu (listopad).
Vzniká z teplého, suchého, tropického vzduchu, který je tlakovou níží tlačen přes Středozemní moře na východ. Teplejší a sušší kontinentální vzduch se mísí s chladnějším a vlhčím vzduchem z mořské cyklóny, a vznikající cirkulace sune smíšený vzduch proti směru hodinových ručiček napříč jižním pobřežím Evropy.
Sirocco vytváří podél severního pobřeží Afriky prašné a suché počasí, zatímco nad Středozemní moře přináší bouřky a do Evropy studené a vlhké počasí. Jeho činnost může trvat půl dne, ale třeba i mnoho dní. Mnoho lidí při působení Sirocca pociťuje problémy s dýcháním, jejichž původ přisuzují buď horkému a prašnému ovzduší podél afrického pobřeží, nebo chladnému vlhku v Evropě. Prach, který s sebou Sirocco nese, může rovněž negativně ovlivnit činnost mechanických zařízení nebo vniknout do bytů.